# Constitutio Antoniniana
Constitutio Antoniniana byl edikt, který v roce 212 vydal římský císař Marcus Aurelius Severus Antoninus, známý jako Caracalla. Na základě tohoto právního předpisu obdrželi téměř všichni svobodní mužští obyvatelé římské říše plnoprávné římské občanství; výjimkou byli pouze Dediticiové. Do doby vydání ediktu disponovala římským občanstvím pouze část populace impéria, reprezentovaná především obyvateli Itálie; obyvateli římských kolonií v provinciích; Římany nebo jejich potomky usazenými v provinciích; příslušníky některých měst a kmenů po celé říši a představiteli lokální aristokracie. Provinciálové požívali převážně statusu „cizinců“ (peregrini) či jim náleželo latinské právo (ius Latii), určitá nižší forma římského občanství.